# Francolinus harwoodi
Francolinus harwoodi là một loài chim trong họ Phasianidae.